# Клиффорд, Фрэнсис, 4-й граф Камберленд
Фрэнсис Клиффорд (англ. Francis Clifford; 1559 — 4 января 1641) — 4-й граф Камберленд с 1605, английский дворянин и государственный деятель, младший сын Генри Клиффорда, 2-го графа Камберленда, от второго брака с Энн Дакр.

## Биография
В 1584 и 1586 году избирался в английский парламент от графство Уэстморленд в палате общин. В 1604 был избран от Йоркшира.
В 1600 году Фрэнис Клиффорд был назначен шерифом Йоркшира.
В 1605 году умер его старший брат Джордж Клиффорд, 3-й граф Камберленд. Поскольку он не оставил сыновей, то титул графа Камберленда унаследовал Фрэнсис, который заявил также свои законные права на владение землями брата, однако Палата лордов отложила вопрос на неопределённый срок. Анна Клиффорд, дочь Джорджа, также предъявила права на отцовские земли и на титул барона де Клиффорд. В 1616 году умерла её мать, после чего Анна унаследовала отцовские поместья. Граф Камберленд снова попытался утвердить свои права на усадьбы Клиффордов, однако тайный совет вынес решение в пользу Анны. Постановление было лишь временным, из-за чего в 1617 году король решил, что граф Камберленд был законным наследником и все поместья Клиффордов были переданы Фрэнсису.
В 1605—1639 годах граф Камберленд был лордом-лейтенантом Камберленда, в 1607—1639 годах также лордом-лейтенантом Нортумберленда.
Фрэнсис умер 4 января 1641 года, ему наследовал единственный сын Генри.

## Брак и дети
Жена: с ок. марта 1589 Гризольда Хьюс (ум. 15 июня 1613), дочь Томаса Хьюса и Элизабет Дунн. Дети:
- Генри Клиффорд (28 февраля 1592 — 11 декабря 1643), 5-й граф Камберленд с 1641, 1-й барон Клиффорд с 1628
- Маргарет Клиффорд (ум. 1622); муж: Томас Уэнтуорт (13 апреля 1593 — 12 мая 1641), 1-й граф Страффорд с 1640
- Френсис Клиффорд (ум. 22 ноября 1627); муж: сэр Гервасий Клифтон (1586 — 28 июня 1666), 1-й баронет Клифтон